# Dohna
Dohna é um município da Alemanha, situado no distrito de Sächsische Schweiz-Osterzgebirge, no estado da Saxônia. Tem 28,57 km² de área, e sua população em 2019 foi estimada em 6.183 habitantes.